# 刘芝兰
刘芝兰（1944年10月—），女，陕西神木人，生于内蒙古临河，中华人民共和国政治人物，曾任内蒙古自治区政协副主席。